# Protectoratul francez al Tunisiei
Protectoratul francez al Tunisiei (franceză Protectorat français de Tunisie; arabă الحماية الفرنسية في تونس al-Ḥimāya al-Fransīya fī Tūnis), numită simplu Tunisia Franceză, a fost fondat în 1881, în epoca imperiului colonial francez, și și-a încheiat existența odată cu obținerea indepedenței Tunisiei în 1956.
Tunisia era o provincie a Imperiul Otoman aflat în disoluție și se bucura de o autonomie largă în timpul beiului Muhammad al III-lea as-Sadiq. În 1877, Rusia a declarat război Imperiului Otoman. Victoria rușilor a prefigurat dezmembrarea imperiului, inclusiv independența pentru mai multe posesiuni balcanice și discuții internaționale cu privire la  viitorul provinciilor din Africa de nord. Congresul de la Berlin din 1878 a fost convocată pentru rezolvarea problemei Imperiului Otoman. Regatul Unit al Marii Britanii și Irlandei, deși s-a opus dezmembrării totale a Imperiului Otoman, a oferit Franței controlul asupra Tunisiei, în schimbul controlului britanic asupra Ciprului. Imperiul German a considerat că revendicarea francezilor era o modalitate de abatere a atenția acestora de la revanșarde în Europa după înfrângerea suferită în Războiul franco-prusac și, fiind puțin preocupată de sudul Mediteranei, a acceptat să permită stăpânirea Franței în Tunisia. Regatul Italiei, care avea interese puternice în Tunisia, s-a opus cu putere acestui plan, dar nu a avut capacitatea să își impună voința. 
Impunerea protectoratului francez în Tunisia a avut loc la cinci decenii după ocuparea Algeriei vecine, perioada de timp în care francezii erau încă neexperimentați și nu aveau știau cum să dezvolte o colonie. Atât Algeria, cât și Tunisia, fuseseră posesiuni ale Imperiului Otoman timp de trei secole, dar fiecare în parte se bucuraserăde un mare grad de autonomie politică oferită de sultanul de la Constantinopole. Mai înainte de sosirea francezilor, în Tunisia fusese început un program de reforme, dar greutățile financiare au crescut până în momentul în care a fost înființată o comisie a creditorilor europeni. 
După ce au ocupat Tunisia, guvernul francez și-a asumat obligațiile internaționale ale țării. Francezii au întreprins reforme importante în diferite domenii - transport, infrastructură, industrie, finanțe, sănătate și administrație. În ciuda acestor progrese, afacerile și cetățenii francezi au fost favorizați, spre nemulțumirea tunisienilor. Sentimentul național al tunisienilor a fost exprimat în discursuri și articole e presă. În scurtă vreme au apărut și organizațiile politice. Mișcarea de independență era deja activă mai înainte de Primul Război Mondial și a continuat să se dezvolte, în condițiile în care francezii aveau o pozițe oscilantă asupra chestiunii. Independența a fost obținută în 1956. 

## Contextul istoric

### Tunisia mai înainte de instituirea protectoratului francez

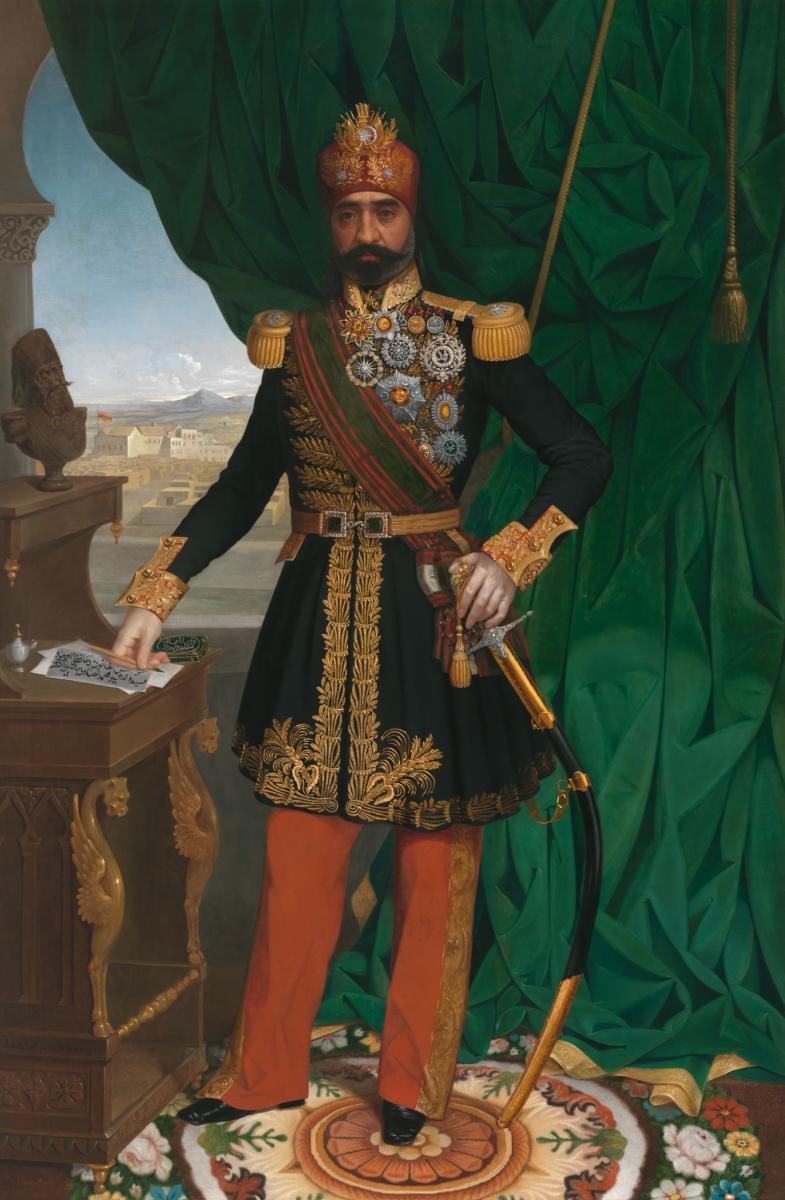
Muhammad al III-lea as-Sadiq

Mai înainte de ocupația franceză, Tunisia forma o provincie a Imperiului Otoman, dar se bucura de o largă autonomie. Sultanul numea un guvernator, un pașă, care să administreze provincia. Până la urmă, pașa a pierdut rapid controlul în favoarea comandantului militar al provinciei, dey-ul. În cele din urmă, și puterea comandantului militar a fost depășită de bei, care era administratorul civil al provinciei. Sultanul la ridicat ulterior pe bei la rangul de dey sau pașă, astfel  încât eticheta a fost satisfăcută. În 1705, postul de bei a fost ocupat de Al-Husayn I ibn Ali at-Turki, care a fondat o dinastie care a domnit în Tunisia pentru două secole și jumătate. Odată cu creștere influenței europene în a doua jumătate a secolului al XIX-lea, Tunisia a devenit independentă de facto. Beiul comanda propriile forțe terestre și navale, bătea propria minedă, declara război sau încheia pacea, întreținea relații diplomatice separate și semna tratate internaționale.
Cu toate acestea, beiul era din punct de vedere oficial guvernator turc,  îl invoca pe sultan în rugăciunile sale și, în momentul instalării în funcție, trebuia să solicite un firman, adică recunoașterea oficială a sultanului.
Această stare de fapt complicată a fost utilizată de puterile europene pentru obținerea influență în Tunisia. Istoricul Henk Wesseling a afirmat „[...] această stare de fapt, oricât de complicată, nu a fost lipsită de beneficii practice, pentru că puterile europene ar fi putut să îl trateze pe bei după bunul plac, fie ca un conducător independent, fie ca un vasal al Porții”.
Între anii 1859 și 1882, Tunisia a fost condusă de beiul Muhammad al III-lea as-Sadiq și de puternicul premier Mustapha Khaznadar, care, după cum spune Wesseling, „trăgea sforile încă din 1837.” Khaznadar a fost ministru de finanțe și al afacerilor externe, având în subordine miniștrii afacerilor interne, apărării și marinei. În 1864, în Tunisia a fost promulgată prima constituție, care stabilea diviziunea clară a puterilor și responsabilităților ministeriale. În practică însă, Khaznadar deținea o putere absolută. El a aplicat o politică de reforme, de dezvoltare economică, care viza îmbunătățirea infrastructurii, a mijloacelor de comunicare, a forțelor armate ș.a. Cu toate acestea, economia tunisiană nu a produs suficienți bani ca să plațească toate acestea, cel puțin nu după deducerea cheltuielilor guvernamentale. Adminstrația centrală era totuși slabă. Colectarea taxelor era tranferată în sarcina unor împuterniciți locali și doar o cincime din acești bani ajungeau la bugetul național. Numeroase triburi din zonele de deal și nomazii din deșert trăiau practic independent de puterea centrală. Condițiile economice s-au deteriorat de-a lungul secolului al XIX-lea – flotele puterilor europene care acționau în Mediterana au restrâns la mxim activitatea corsarilor arabi, iar seceta care s-a întins pe mai mulți ani a avut un efect devastator asupra culturilor de cereale și măslini. Din cauza acordurilor cu negustorii străini care datau încă din secolul al XVI-lea, taxele vamale erau limitate la doar 3% din valoarea mărfurilor importate. În aceste condiții, produsele manufacturate în Europa, în principal textile, au inundat piețele tunisiene și i-au falimentat treptat pe meșteșugarii locali. 

În 1861, premierul Mustapha Khaznadar a făcut un efort să modernizeze administrația și a încercat să crească veniturile bugetare prin dublarea taxelor. Efectul major, doar pe deplin simțit până în 1864, a fost răspândirea nesupunerii în randul locuitorilor satelor, în condițiile în care întreaga populație suferea de greutăți economice tot mai mari. Guvernul a trebuit să negocieze un nou împrumut de la băncile străine. În 1867, o încercare de obținerea a unui împrumut a eșuat – veniturile guvernamentale erau prea mici pentru ca să acopere ratele anuale ale datoriei de stat. Tunisia se îndrepta tot mai mult spre un faliment. Doi ani mai târziu, Franța, Italia și Marea Britanie au înființat o comisie financiară internațională care să rezolve problemele economice ale Tunisiei și pentru protejarea intereselor occidentale. Acțiunile acestei comisii au înregistrat un succes parțiale, în bună parte daorită opoziției negustorilor străini la ideea măririi de taxe vamale de import. În 1873, Khaznadar a întreprins din nou reforme și a atacat abuzurile financiare ale birocrației. Rezultatul a fost inițial promițător, dar recoltele proaste și intrigile politice au dus la căderea lui. 
Domnitorul Tunisiei controla de fapt un teritoriu modest, ale cărui granițe de sud erau vag definite și care se pierdeau în deșertul Sahara.  Tunisia se învecina la est cu Tripolitania, o altă provincie a Imperiului Otoman, care obținuse o largă autonomie, până când sultanul Mahmud al II-lea și-a restaurat prin forță autoritatea asupra regiunii în 1835. Beiul Tunisiei a început să fie tot mai îngrijorat de întărirea autorității otomane în răsărit și din acest motiv a privit cu o oarecare ușurare momentul în care, în 1830, a ajuns să se învecineze cu Franța în vest. După cum spune Wesseling, beiul considera mult mai primejdioasă recucerirea țării de către Poartă decât o posibilă cucerire de către Franța.
În acele timpuri, Tunisia avea doar puțin peste un milion de locuitori. Jumătate din acest număr era reprezentat de fermierii sedentari, care locuiau în principal în nord-est. Cealaltă jumătate era formată din păstori nomazi, care migrau în interiorul țării. Existau mai multe orașe, printre care Tunis cu aproape 100.000 de locuitori, și Kairouan cu 15.000 de locuitori, în mare parte artizani și negustori, care activau chiar și în condițiile concurenței cu cetățenii străini. Industria textilă tradițională tunisiană nu putea să concureze cu bunurile aduse din import din Europa industrializată. Lumea finanțelor era dominată de evrei. În Tunisia au început să se așeze un număr în creștere de europeni, aproape în exclusivitate italieni și maltezi. În 1870, în Tunisia existau 15.000 de cetățeni originari în statele europene. Situația exonomică a orășenilor era una bună, deși desfășurată în condițiile presiunii birocratice, și putea fi consideratâ înfloritoare în comparație cu cea a fellahinilor, țăranii care era supuși unui regim aspru al taxelor și rechizițiilor. La greutățile fiscale existente s-au adăugat în anii 1867 și 1868 seceta, recoltele proaste, care au generat foametea și au facilitat răspândirea epidemiilor – mai întâi holera, iar după aceea tifosul. În această perioadă scurtă, aproximativ 20% din populația țării a pierit.
Aceste circumstanțe au făcut ca guvernul tunisian să nu poată, în ciuda tuturor presiunilor, să încaseze veniturile fiscale pe care le-a considerat necesare pentru modernizarea Tunisiei. 

### Declinul Imperiului Otoman
În 1877, a izbucnit un nou război ruso-otoman. Victoria rușilor a prefigurat dezmembrarea Imperiului Otoman, deja aflat în declin, și a dus la obținerea independenței mai multor posesiuni balcanice și a deschis drumul discuțiilor internaționale despre viitorul provinciilor nord-africane.
În 1879, când Charles de Freycinet a devenit prim ministru și Bernard Jauréguiberry ministru al marinei, a fost lansată o nouă politică colonială franceză – guvernul francez a început să acorde un sprijini mai activ expansiunii militare în vestul și nordul Africii.
Ceea ce s-a întâmplat în Africa de Nord a fost prins în centrul atenției politicii mondiale. Fiecare acțiune a afectat complicata  balanță europeană de putere, echilibru care a fost modificat radical de Războiul franco-prusac din 1870, care se  încheiase cu înfrângerea franceză. La încheiea acestui război, harta politică a Europei fusese modificată radical: Imperiul German devenise cea mai importantă foră din Europa continentală.

Imperiul Otoman a protestat formal împotriva incursiunii franceze în Tunisia, dar nu a întreprins nicio acțiune practică. Turcii nu au recunoscut niciodată oficial pierderea Tunisiei, preferâd să desemneze regiunea un „principat” (emaret – provincie autonomă) pe harta imperiului din 1905.

### Congresul de la Berlin

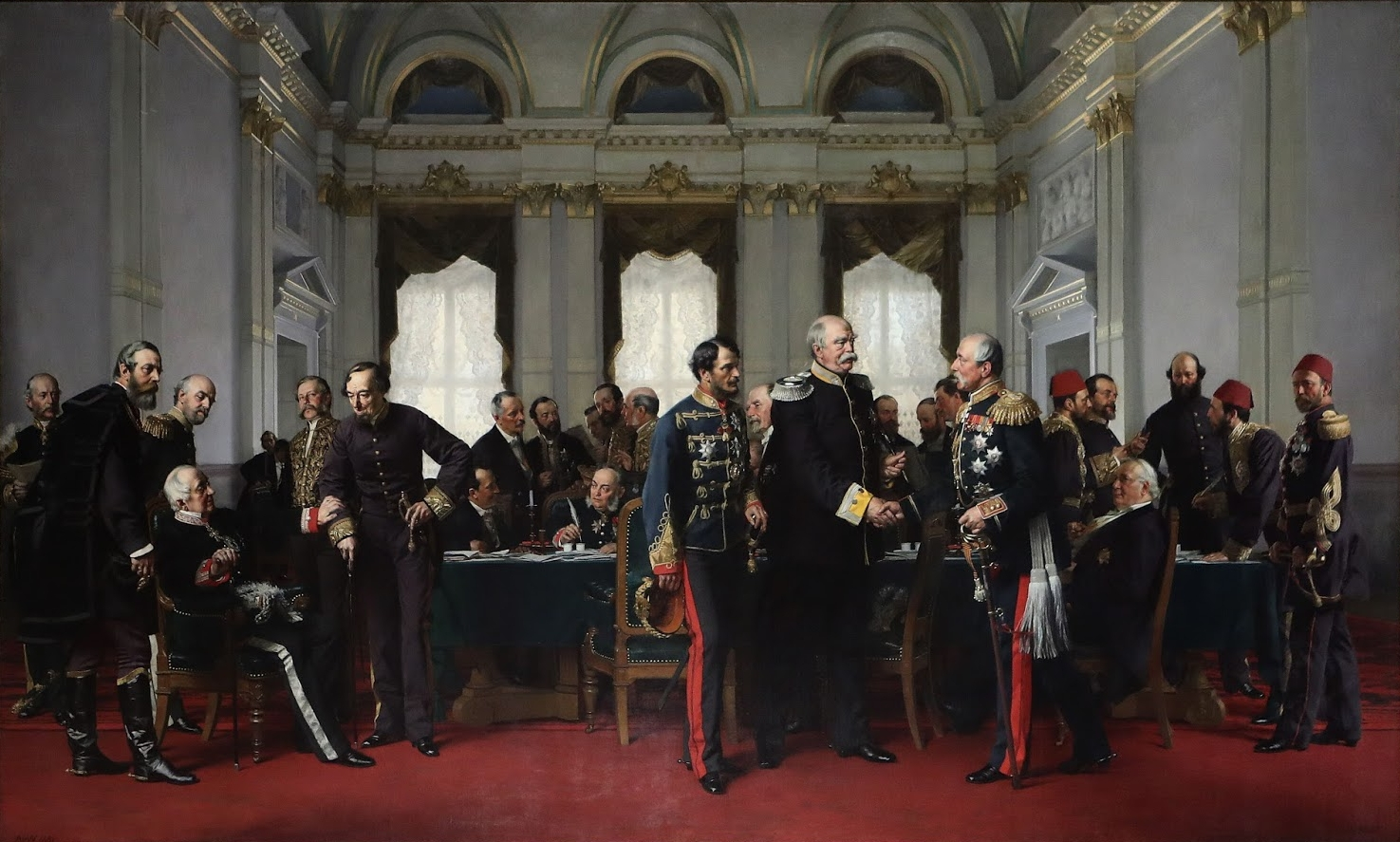
Congresul de la Berlin, tablou de Anton von Werner

Congresul de la Berlin, organizat în 1878, Imperiul Otoman, a după înfrangerea decisivă suferită de acesta în războiul cu Rusia, cu accent deosebit pus pe posesiunile balcanice ale otomanilor. 
În timpul Congresului s-a ajuns la anumite aranjamente între puterile europene. Germania și Regatul Unit au permis Franței să încorporeze Tunisia. Italiei i-a fost promisă Tripolitania (în ceea ce a devenit Libia). Marea Britanie a sprijinit influența franceză în Tunisia în schimbul acceptării de către Paris a protectoratului britanic asupra Ciprului („câștigat” recent de la otomani) și a cooperării franceze în privința înăbușirii revoltei naționaliste din Egipt. Între timp, însă, o companie italiană a cumpărat linia de cale ferată Tunis-Goletta-Marsa. Francezii au reușit să evite un conflict pe această temă cu comunitatea importantă a italienilor din  Tunisia. Încercările francezilor de negociere directe cu beiul pentru ca să intre în Tunisia au eșuat. Ca urmare, francezii au așteptat apariția unui motiv care să justifice lansarea unei lovituri preventive, soluție care a fost considerată acceptabilă. Italienii aveau să numească o asemenea lovitură Schiaffo di Tunisi.
Tribul Khroumir din nord-vestul Tunisiei lansau din când în când raiduri în zonele rurale învecinate. Războinicii acestui trib au lansat în primăvara anului 1881 un raid peste graniță în Algeria franceză. Francezii au răspuns prin contraatacul unei armate de aproximativ 36.000 de soldați. Înaintarea acestei forțe spre Tunis a fost foarte rapidă. Beiul a fost obligat să ajungă la o înțelegere cu francezii care ocupau țara și a semnat unul dintre primele tratate dintr-o serie mai lungă. Acete documente prevedeau că beiul continua să fie șeful statului, dar francezii căpătau controlul efectiv asupra principalelor pârghii de putere din Tunisia în forma protectoratului. 
Italia, care avea interese mari în Tunisia, a protestat, dar nu a riscat să intre într-un conflict direct cu Franța. Prin urmare, Tunisia a devenit oficial un protectorat francez la 12 mai 1881, când Sadik Bei (1859-1882) a semnat Tratatul de la Bardo (Al Qasr ca Sa'id). Doi ani mai târziu, fratele său mai tânăr și succesorul la tron, Ali Bei, a semnat Convenția de la al-Marsa.

## Protectoratul francez

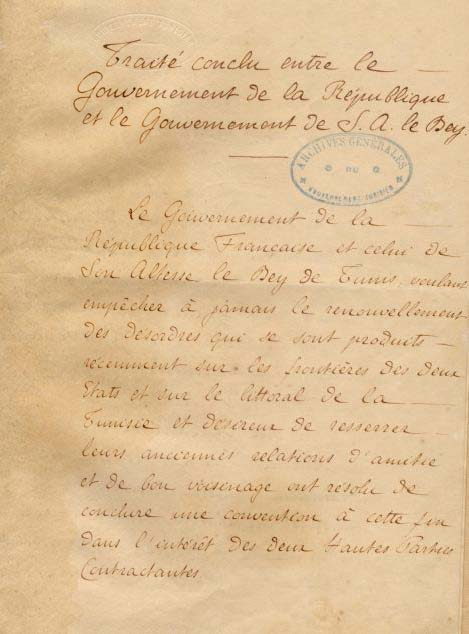
Prima pagină a tratatului de la Bardo

Franța nu și-a extins domeniul său din Magreb dincole de Algeria timp o jumătate de secol. Următoarea zonă de expansiune de la sfârșitul secolului al XIX-lea a fost Tunisia. Cu o suprafață de 155.000 km2, Tunisia era o posesiune mică, dar ocupa o poziție strategică la est de frontiera algerană și la doar 150 km de Sicilia. Tunisia avea mai multe porturi naturale bune, cel mai important fiind Bizerte. Franța și Italia, dar și Regatul Unit, aveau comunități semnificative de coloniști în Tunisia și își deschiseseră consulate în această țară. Existau puternice relații comerciale franco-tunisiene. Franța oferise un împrumut important guvernului tunisian. 
După încheierea războiului ruso-turc din 1877-1878, Franța a avut posibilitatea să preia controlul asupra Tunisiei. Guvernul francez nu a acționat imediat – parlamentul francez avea o orientare anticolonială, iar opinia publică nu sprijinea preluarea controlului asupa Tunisiei. Evoluțile de pe scena politică și economică au încurajat intrarea în acțiune a Franței. În 1880, proprietarii britanici ai căii ferate care lega Tunisul de litoral au hotărât șă își vândă acțiunile. Un concern italian a licitat cu succes pentru preluarea intreprinderii, ceea ce a dus la apariția unor îngrijorări la Paris legate de o posibilă intervenție italiană. Un alt incident din 1880 a privit vânzarea a 100.000 ha deținute de un fost premier tunisian. Negocierile au implicat aranjamente complicate pentru împidicarea guvernului sau a proprietarilor învecinați să se folosească de drepturile lor de preemțiune. Un consorțiu francez care cumpăra proprietatea, a crezut că afacerea a fost finalizată, însă un cetățean britanic, reprezentând în mod evident reprezentanții proprietarilor de teren vecini, s-a folosit de dreptul de preemțiune și a ocupat terenul (deși fără să plătească pentru asta).
Un judecător trimis de Londra ca să verifice afacerea a descoperit că cumpărătorul britanic acționa în numele guvernului tunisian și al oamenilor de afaceri italieni. În plus, el a descoperit că britanicul s-a folosit de o înșelătorie în procesul de cumpărare. Vânzarea a fost anulată, iar cumpărătorii francezi au primit proprietatea. Parisul a luat măsuri pentru protejarea drepturilor franceze, în condițiile în care britanicii și germanii avertizaseră discret că, dacă Franța nu întreprinde măsuri hotărâte, ei aveau să își reconsidere aprobarea pentru ocuparea Tunisiei. 
Diplomații francezi s-au luptat să îi convingă pe birocrații și parlamentarii care se opuneau ocupației și în același timp au căutat să găsescă un motiv care să precipite intervenția. În martie 1881, o incursiune a triburilor tunisiene  Khroumir peste graniță în Algeria a provocat moartea mai multor algerieni. Acesta a fost incidentul pe care îl așteptau francezii. La mijlocul lunii aprilie, trupele franceze un intrat în Tunisia și, pe 12 mi 1881, l-au forțat pe beiul Muhammad al III-lea as-Sadiq să semneze tratatul de la Bardo, care transforma Tunisia în protectorat al Franței. Soldații francezi au avut nevoie de timp până în mai 1882 să ocupe întreaga țară și să înfrângă ultima formă de rezistență, iar Imperiul colonial francez a înregistrat un nou domeniu. Berlinul și Londra nu au întreprins vreo acțiune. Italienii au fost revoltați, dar nu au avut capacitatea să răspundă în forță. 
Statutul de protectorat al Tunisiei făcea ca, cel puțin pe hârtie, acesta să fie diferit de cel al Algeriei. Beiul a rămas conducătorul statului, iar Tunisia era considerată independentă. Tratatele internaționale semnate cu alte state au continuat să fie valabile. Cu toate acestea, puterile [[Rezident-General|rezidentului general] francez erau mari: el ocupa funcțiile de prim-ministru, ministru de finanțe și comandant al forțelor armate. „Energicul rezisent numit în 1882, Paul Cambon, a redus rapid prerogativele considerable ale consulilor străini, a redus guvernul beiului la stadiul de aprobator mecanic al deciziilor franceze” și a adus suficient de mulți administratori francezi ca să reorganizeze sistemele juridic și financiar. „Franța, în toate scopurile practice, a condus țara ca o altă colonie”. 

## Organizarea și administrația

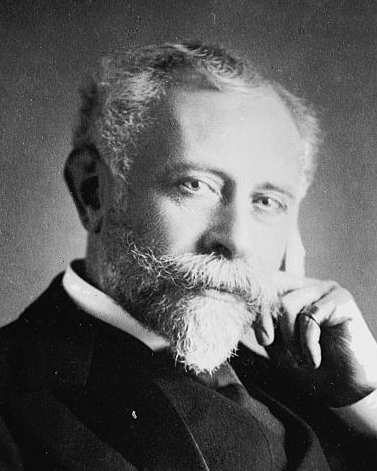
Paul Cambon

Convenția de la al-Marsa semnată în 1883 de Ali Muddat ibn al-Husayn a stabilit în mod oficial protectoratul francez. Convenția îl lipsea pe beiul Tunisului de controlul asupra problemelor interne, obligându-l în schimb să pună în aplicare reformele administrative, juridice și financiare dictate de Franța.
Kenneth J. Perkins a scris în Tunisia: Crossroads of the Islamic and European World: „Cambon a păstrat cu atenție aparența suveranității tunisiene, în timp ce a remodelat structura administrativă pentru a oferi Franței un control complet asupra țării și pentru a face guvernului beilical o formă goală, lipsită de puteri semnificative.” 
Oficialii francez au utilizat câteva metode pentru menținerea controlului asupra guvernului tunisian. Francezii l-au încurajat pe bei să numească în posturi cheie membrii ai elitei conducătoare precoloniale, deoarece aceste persoane erau loiale monarhului și îl urmau fără să opună vreo rezistență francezilor. În aceleași timp, francezii au obținut din partea beiului eliminarea din funcții importante a tunisienilor care au sprijinit rebeliunea din 1881, sau care s-au opus extinderii influențe franceze. Un francez a fost numit în funcția de secretar general al guvernului tunisian, funcție creată în 1883 pentru consilierea premierului și pentru supravegherea și coordonarea aparatului birocratic. Experții care răspundeau doar în fața secretarului general al guvernului și rezidentului-general ocupau funcții guvernamentale din cadrul a ceea ce era numit colectiv „Seriviciile Tehnice”, care se ocupau cu finanțele statului, lucrările publice, învățământ și agricultură. Pentru punerea în aplicare a reformelor la care se făcea referire în Convenția de la La Marsa, rezidentul-general a avut puterea să promulge decrete executive, reducându-l pe bei la rolul de om de paie al francezilor.
În sprijinul rezidentului-general a fost înființată în 1891 o conferință consultativă a coloniștilor francezi. Componența acestei conferințe a fost lărgită în 1907 prin includerea a unor reprezentanți numiți, nu aleși, ai tunisienilor. Din 1922 până în 1954, delegații tunisieni în Conferința Consultativă Tunisiană au fost aleși în mod indirect.

### Administrația locală
Autoritățile franceze au lăsat neatinsă rețeaua de conducători locali, dar au conceput un mecanism prin care să o controleze. Caizii, care îndeplineau funcția de guvernator provincial, erau cele mai importante personalități din administrația locală. În primii ani ai protectoratului existau aproximativ șaizeci de caizi, care aveau responsabilitatea menținerii ordinii și colectării impozitelor în districte, care erau organizate pe baza apartenenței tribale sau pe limite geografice. Guvernul central a numit caizii, alegând lideri din rândul familiilor importante din tribul sau regiunea respectivă, care se bucurau de respectul comunității. Subordonați caizilor erau șeicii, care erau liderii triburilor, satelor sau cartierelor orașelor. Șeicii erau numiți tot de guvernul central, dar la recomandarea caizilor. După invazia franceză, celor mai mulți caizi și șeici li s-a permis să își păstreze posturile, acesta fiind morivul pentru care ei nu s-au împotrivit noilor autorități.
Noii administratori ai Tunisiei, pentru ca să păstreze controlul asupra vieții din afara capitalei, au organizat o rețea de contrôleurs civils. Acești controlori francezi copiau la nivel local funcțiile rezidentului-local, supraveghindu-i îndeaproape pe caizi și șeici.  După 1884, rețeau de controlori civili dubla administrația caizilor în întreaga țara, cu excepția extremității sudice a țării. În sud, din cauza agresivității ridicate a triburilor și a autorității scăzute a guvernului central, ofițerii care alcătuiau „Service des Renseignements” (Serviciul de Informații), îndeplineau funcțiile controlorilor civili. Toți rezidenții-generali, care se temeau de tendința manifestată de militari să conducă autoritar – lucru care ar fi contrazis versiunea oficială franceză, conform căreia tunisienii continuau să își guverneze liber țara – au depus eforturi pentru exercitarea unui control mai strict al seriviciilor de informații. Până la sfârșitul secolului, acest obiectiv a fost atins.

Prioritatea numărul unu a lui Cambon a fost stoparea crizei financiare a guvernului tunisian. În 1884, Franța a garantat datoria publică tunisiană, deschizând calea pentru desființarea controlului Comisiei Internaționale asupra finanțelor tunisiene. Ca urmare a presiunii exercitate de francezi, guvernul beiului a scăzut taxele. Oficialii francezi au sperat că monitorizarea atentă a procedurilor de stabilire și colectare a taxelor va avea ca rezultat un sistem mai echitabil, care să stimuleze o revigorare a producției și a comerțului și să genereze mai multe venituri pentru stat.

### Sistemul juridic
În 1883 au fost introduse în Tunisia legea și tribunalele franceze. După acest moment, legea franceză s-a aplicat tuturor rezidenților francezi și celor străini. Celelalte puteri europene au fost de acord să renunțe la instanțele consulare pe care le instituiseră pentru a-și proteja resortisanții împotriva sistemului judiciar tunisian. Instanțele franceze au judecat, de asemenea, cazurile în care un împricinat era tunisian, iar celălalt european. Autoritățile protectoratului nu au făcut nicio încercare să se implice în activitatea instanțelor religioase musulmane în care judecătorii, sau caizii, instruiți în dreptul islamic, judecau cazuri relevante. Un tribunal beilical, însărcinat cu judecarea cauzelor penale, a funcționat în capitală sub atenta supraveghere a francezilor. În 1896, tribunale similare au fost înființate în provincii, francezii supraveghindu-le atent și pe acestea. 

### Educația
Protectoratul a introdus idei noi în educație. Directorul francez al educației publice a avut grijă de toate școlile din Tunisia, inclusiv cele religioase. După cum afirmă Perkins, „Mulți oficiali coloniali au crezut că educația modernă va pune bazele relațiilor armonioase franco-tunisiene, oferind un mijloc de a reduce decalajul dintre culturile arabo-islamice și europene”. Din punctul de vedere pragmatic, școlile care predau materii moderne într-o limbă europeană puteau să producă cadre naționale tunisiene cu abilitățile necesare să se angajeze în birocrația guvernamentală în creștere. La scurt timp după înființarea protectoratului, Direcția Educației Publice a înființat un sistem școlar unitar pentru elevii francezi și tunisieni, menit să apropie între ele cele două popoare. 
Franceza a fost limba de predare în aceste școli franco-arabe, iar programa lor a imitat-o pe cea a școlilor din Franța metropolitană. Studenții francofoni care erau înscriși în aceste școli au studiat araba ca limbă secundară. În școlile din orașe, amestecul rasial apărea destul de rar, deoarece diferitele confesiuni religioase au continuat să organizeze cursuri pentru școlile elementare. Școlile franco-arabe au obținut un succes ceva mai mare în zonele rurale, dar nu s-au înscris niciodată mai mult de o cincime din elevii eligibili din Tunisia. Una dintre cele mai importante instituții de învățământ era Colegiul  Sadiki. Admiterea la Sadiki se făcea după promovarea unor examene grele, dar absolvenții colegiului aveau practic asigurate ocuparea unor posturi guvernamentale în virtutea bunei pregătiri în limba franceză în domeniile moderne de studiu.

## Al Doilea Război Mondial

Harta campaniei din Tunisia

Numeroși tunisiei au primit cu satisfacție veste înfrângerii Franței de către Germania în iunie 1940, dar partidele naționaliste nu s-au folosit prea mult de umilirea puterii coloniale. În ciuda obiectivului său declarat de obținere a independenței, liderul independentist pragmatic Habib Bourguiba nu a dorit să schimbe controlul Franței cu cel al Germaniei Naziste sau al Italiei Fasciste, cstate ghidate de ideologii pe care el le detesta. Bourguiba s-a temut că asocierea cu Axa ar putea aduce mișcării naționaliste un căștig pe termen scurt, dar urma să ducă la o tragedie pe termen lung. După  armistițiul franco-german, guvernul de la Vichy al  mareșalului Pétain a trimis la Tunis ca nou rezident-general pe amiralul Jean- Pierre Esteva, care nu avea nicio intenție să permită o renaștere a activității politice tunisiene. Astfel, el a ordonat arestarea lui Taieb Slim și Habib Thameur, liderii importanți ai biroului politic al  Noului Partid Liberal Constituțional. Beiul Muhammad al VII-lea al-Munsif a întreprins măsuri pentru obținerea unei autonomii mai largi în 1942, dar când puterile Axei au fost alungate din Tunisia în 1943, reprezentanții Foțelor Franceze Libere l-au acuzat de colaborare cu guvernul de la Vichy și l-au detronat.

## Independența

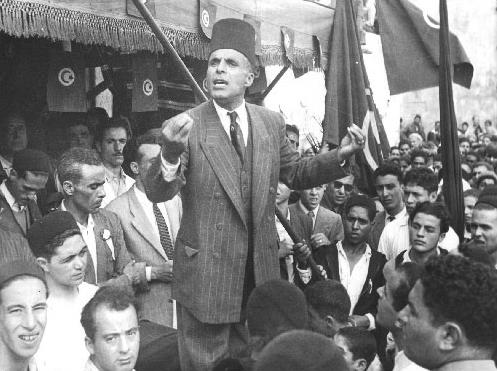
Habib Bourguiba ține un discurs în orașul Bizerte, 1952

Decolonizarea s-a dovedit o întreprindere prelungită și controversată. În Tunisia, naționaliștii au cerut insistent revenirea în fruntea țării a beiului detronat și declanșarea unui proces de reforme instituționale. În 1945, cele două partide Destour s-au alăturat altor grupuri disidente și au semnat o petiție pentru autonomie. În anul următor, Habib Bourguiba și partidul Neo Destour și-au modificat obiectivele, cerând acordareas independenței. Pentru că se temea să nu fie arestat, Bourguiba a petrecut cea mai mare parte a următorilor trei ani în Cairo unde, în 1950, a publicat un manifest în șapte puncte prin care cerea reacordarea suveranității tunisiene și alegeri libere pentru o adunare națională. Un guvern francez cu o atitudine mai flexibilă a admis dreptul tunisienilor la autonomie, deși a avertizat că aceasta avea să fie acordată la o dată neprecizată. Guvernul francez a propus o „cosuveranitate” franco-tunisiană asupra protectoratului. Un acord semnat anul următor, care acorda puteri sporite oficialilor tunisieni, a reușit în egală măsură să îi nemulțumească atât pe naționaliști, cât și pe coloniști. În aceste condiții, guvernul francez a hotărât să adopte o linie politică mai dură și l-a arestat la domiciliul de Bourguiba din 1951 până în 1954.
O grevă generală din 1952 a dus la confruntări violente între francezi și tunisieni, inclusiv executarea de atacuri de gherilă de către naționaliști. Instalarea unui nou guvern francez în 1954 în frunte cu Pierre Mendès-France a adus o abordarea mai blândă a problemei tunisiene. Circumstanțe internaționale - dezastrul francez în războiul din Indochina și rebeliunea din Algeria - au încurajat eforturile francezilor pentru rezolvarea rapidă și pașnică a problemei tunisiene.
Într-un discurs ținut în Cartagina, Mendès-France a proclamat în mod solemn autonomia guvernului tunisian, deși Franța a păstrat controlul asupra unor domenii importante ale administrației. În 1955, Bourguiba  și-a făcut o intrare triumfală în Tunis. În același timp, și-a încetat existența protectoratul francez al Marocului, ceea ce a deschis calea pentru independența Tunisiei, iar procesul de decolonizare s-a accelerat. Un an  mai târziu, francezii au revocat clauza din Tratatul de la Bardo care instituise protectoratul din 1881 și au recunoscut independența Regatului Tunisiei pe 20 martie, sub domnia lui Muhammad al VIII-lea al-Amin.

## Vedeți și:
- Imperiul colonial francez